# 拓撲數據分析
拓撲數據分析（Topological Data Analysis；縮寫作TDA），是應用數學當中一門在數據集的分析用上了拓撲學的新技術領域，主要用於數據挖掘和計算機視覺理論研究。要從多維度、不完整和雜訊多的數據集中提取訊息，一般也具有挑戰性的。
拓撲數據分析的主要問題有：
- 如何從低維度的表示去獲得高維度的結構;
- 如何將離散單位添加到全局結構中。

人腦可以輕易從低維度的私人數據構建整體結構。例如，從每隻眼睛中的平面圖像中獲取物體的三維形狀並不困難。公共結構的創建也通過將時間片段中的離散組合成連續圖像來執行。例如，電視圖像在技術上是個別點的陣列，然而，它們被認為是單個場景。
拓撲數據分析提供了一種總體框架，以對所選擇的特定度量不敏感的方式分析這些數據，並提供降低維數和對噪聲的魯棒性。以下為當中的主要方法：
- 根據接近度參數，通過一些單純複合物系列替換一組數據元素，例如：在數據的點雲中尋找出同調竹4部分。
- 通過代數拓撲分析這些拓撲結構，特別是穩定同源性的新理論。
- 將數據集的穩定同源性轉碼為參數化版本的Betti數字，以下稱為條形碼。